# K12
El K12, amb 7.428 msnm, és la segona muntanya més alta de les muntanyes Saltoro, una secció de la gran serralada del Karakoram que es troba a la regió de Siachen, prop de Gilgit-Baltistan. Es troba molt a prop de la Línia de control que separa les zones controlades pels exèrcits indi i pakistanès al Caixmir. El nom se li va donar durant la primera exploració del Karakoram, en època colonial, quan el 1856 un equip topogràfic europeu dirigit pel britànic Henry Haversham Godwin-Austen visità la zona.

## Situació
El K12 es troba al sud-oest de la glacera de Siachen. Les glaceres del K12 del vessant nord-est alimenten la de Siachen, mentre les del vessant occidental desguassen a la glacera de Bilafond, i d'allà fins al riu Dansam, i, finalment, l'Indus.

## Ascensions
El K12, com la resta de muntanyes del seu grup, ha tingut poca activitat alpinista, principalment per la inestabilitat política de la zona, amb la contínua presència dels exèrcits indi i pakistanès a la zona, amb diversos enfrontaments entre ells, però també per estar en una situació molt aïllada.
El primer intent per ascendir-hi va tenir lloc el 1960, després que el 1957 fos explorat per Eric Shipton. Després d'un intent fallit per una expedició japonesa el 1971, una altra expedició nipona aconseguí que dos dels seus homes, Shinichi Takagi and Tsutomu Ito, fessin el cim per primera vegada el 1974. Amb tot durant el descens ambdós patiren un accident mortal, sense que els seus cossos fossin recuperats. El 1975 novament una expedició japonesa va fer la segona ascensió del cim.
El 1984 l'exèrcit de l'Índia va prendre aquest cim com a part del seu pla per bloquejar qualsevol reclamació de la glacera de Siachen pel Pakistan en la porció no demarcada de la línia de control. Posteriorment el Pakistan es va recuperar. Amb posterioritat no hi ha hagut cap intent d'ascensió.